# Zusatzfahrstreifen
Ein Zusatzfahrstreifen (ZFS) erhöht die Fahrstreifenanzahl einer Fahrbahn in einem bestimmten Streckenabschnitt. Durch diese Maßnahme kann dort die Leistungsfähigkeit verbessert werden. Eine Verbesserung der Leistungsfähigkeit bedeutet eine Zunahme der durchschnittlichen Reisegeschwindigkeit und eine höhere Verkehrsqualität. Neben der Steigerung der Leistungsfähigkeit kann ein Zusatzfahrstreifen auch die Sicherheit auf dem Straßenabschnitt erhöhen. Als geltende technische Richtlinie kann beispielsweise in Deutschland die RAS-Q Ausgabe 1996 herangezogen werden.
Das Zusammenführen von Fahrstreifen erfordert besondere Rücksichtnahme der Verkehrsteilnehmer. Es muss das Reißverschlussverfahren angewendet werden. Das Verfahren funktioniert nicht immer reibungslos, sodass es an dieser Stelle häufig zu Unfällen kommt.

## Verwendung
Zusatzfahrstreifen können an folgenden Stellen sinnvoll sein:
- Steigungsstrecken: In steil ansteigenden Abschnitten blockieren langsame Fahrzeuge (Lkw, landwirtschaftlicher Verkehr) den übrigen Verkehr und provozieren gefährliche Überholvorgänge. In diesem Fall ist der Zusatzfahrstreifen für den schnelleren Verkehr vorgesehen.
- Streckenabschnitte mit geringer Überholsichtweite: In Abschnitten mit hoher Kurvigkeit und geringer Überholsichtweite passieren oft Unfälle, weil Autofahrer angesichts mangelnder Überholmöglichkeiten riskant überholen. Ein Zusatzfahrstreifen auf einem Streckenstück ermöglicht dort das sichere Überholen.
- Knotenpunkte: An stark belasteten Knotenpunkten können sich die unterschiedlichen Verkehrsströme besser verteilen und gemäß der Fahrtrichtung einsortieren. Die Leistungsfähigkeit des Knotenpunktes wird somit gesteigert. Hinter dem Knotenpunkt wird der Zusatzfahrstreifen wieder mit dem eigentlichen Fahrstreifen zusammengeführt.

Es kann natürlich auch Streckenabschnitte geben, die eine Mischform aus den oben genannten Punkten bilden. In der Vergangenheit hat sich die Anwendung des Regelquerschnittes 15,5 für Außerortsstrecken bewährt.